# Ел Фарду Бен
Ел Фарду Мухамед Бен Набуан (фр. El Fardou Mohamed Ben Nabouhane; 10. јун 1989) је коморски фудбалер који поседује и српско држављанство. Игра на позицији нападача, а тренутно наступа за АПОЕЛ.

## Клупска каријера
Прве фудбалске кораке је направио у локалном клубу РЦ Баракани и постао је касније тек други становник Мајотеа који је професионално почео да се бави фудбалом. Напустио је домовину са девет година и отишао у Француску. Сениорску каријеру је почео у екипи Ле Авра, али је углавном време проводио у ‘Б’ тиму. Након тога прелази у мање познати француски клуб Ван где је за три сезоне одиграо 92 утакмице и постигао 22 гола. Следећа станица била му је Грчка.
У земљи Хелена први тренер му је био Србин, бивши стратег Црвене звезде Ратко Достанић. Реч је о клубу Верија у ком се Бен задржао две сезоне. Био је више него ефикасан, постигао је 25 голова и имао је 13 асистенција. То је била препорука да се пресели у највећи грчки клуб Олимпијакос. Ипак, у Пиреју места за момка са Коморских острва није било. Прво је послат на позајмицу у Левадијакос за који је 12 утакмица постигао два гола, а онда је 2016. године прешао код Владана Милојевића у Паниониос и био један од најзаслужнијих за повратак Атињана на европску сцену. На 34 утакмице постигао је девет голова.
Лета 2017. је добио шансу у првом тиму Олимпијакоса али ипак није се наиграо у дресу Атињана. Наступио је у тек две утакмице грчког првенства, исто толико у Купу, док је у квалификацијама за Лигу шампиона играо четири пута, а у групи две утакмице. Постигао је укупно два гола, оба против Партизана у Београду, у квалификацијама за Лигу шампиона.
У јануару 2018. потписао је уговор са Црвеном звездом. Провео је наредних пет година у Црвеној звезди и током тог периода је на 196 такмичарских утакмица постигао 85 голова. Са клубом је освојио пет титула првака Србије као и два национална Купа. Црвену зведу је напустио као странац са највише одиграних утакмица и постигнутих голова, ушао је међу 10 најбољих стрелаца у историји клуба у такмичарским утакмицама, нашао се у самом врху клуба када је реч о броју наступа и датих голова у европским такмичењима. Бен је и најефикаснији странац који је икада заиграо у Суперлиги Србије. Био је један од најзаслужнијих играча за пролазак Црвене звезде у групну фазу Лиге шампиона у сезони 2018/19. Постигао је укупно шест голова у квалификацијама, од чега су најбитнија била два гола у одлучујућој, последњој рунди, против Салцбурга. Наступио је на свих шест утакмица Групе Ц у којој су Звездини противници били Милан, ПСЖ и Наполи. Постигао је гол на гостовању Наполију у поразу (1:3). Бен је и наредне године изборио са клубом пласман у Лигу шампиона, али у истој није наступао пошто није био лиценциран јер се очекивало да пређе у Ал Вахду из Саудијске Арабије, али трансфер на крају ипак није реализован. У наредна три покушаја са клубом није успео да се пласира у Лигу шамиона али је играо у групној фази Лиге Европе.
У јануару 2023. потписао је за АПОЕЛ.

## Репрезентативна каријера
За репрезентацију Комора дебитовао је против Буркине Фасо. Први гол је постигао против Боцване 2017. године. Дана 18. јануара 2022. учествовао је у победи над Ганом на Афричком купу нација 2021. и тако постао први стрелац за Коморе на неком великом такмичењу.

## Статистика

### Клупска
Ажурирано 29. маја 2023.
|                         |          |                      |     |     |    |   |   |   |    |    |     |     |  |  |
| Авр                     | 2006/07. | Лига 2               | 0   | 0   | —  | — | — | — | —  | —  | 0   | 0   |  |  |
| Авр                     | 2007/08. | Лига 2               | 2   | 0   | —  | — | — | — | —  | —  | 2   | 0   |  |  |
| Авр                     | 2008/09. | Лига 1               | 5   | 0   | 1  | 0 | 1 | 1 | —  | —  | 7   | 1   |  |  |
| Авр                     | 2009/10. | Лига 2               | 1   | 0   | —  | — | — | — | —  | —  | 1   | 0   |  |  |
| Авр                     | Укупно   | Укупно               | 8   | 0   | 1  | 0 | 1 | 1 | —  | —  | 10  | 1   |  |  |
|                         |          |                      |     |     |    |   |   |   |    |    |     |     |  |  |
| Авр Б                   | 2007/08. | Пета лига Француске  | 10  | 3   | —  | — | — | — | —  | —  | 10  | 3   |  |  |
| Авр Б                   | 2008/09. | Пета лига Француске  | 25  | 3   | —  | — | — | — | —  | —  | 25  | 3   |  |  |
| Авр Б                   | 2009/10. | Пета лига Француске  | 29  | 11  | —  | — | — | — | —  | —  | 29  | 11  |  |  |
| Авр Б                   | Укупно   | Укупно               | 64  | 17  | —  | — | — | — | —  | —  | 64  | 17  |  |  |
|                         |          |                      |     |     |    |   |   |   |    |    |     |     |  |  |
| Ван Б (позајмица)       | 2010/11. | Шеста лига Француске | 1   | 1   | —  | — | — | — | —  | —  | 1   | 1   |  |  |
| Ван Б                   | 2011/12. | Пета лига Француске  | 1   | 0   | —  | — | — | — | —  | —  | 1   | 0   |  |  |
| Ван Б                   | Укупно   | Укупно               | 2   | 1   | —  | — | — | — | —  | —  | 2   | 1   |  |  |
|                         |          |                      |     |     |    |   |   |   |    |    |     |     |  |  |
| Ван (позајмица)         | 2010/11. | Лига 2               | 24  | 3   | 0  | 0 | 2 | 0 | —  | —  | 26  | 3   |  |  |
| Ван                     | 2011/12. | Трећа лига Француске | 35  | 11  | 4  | 3 | 2 | 0 | —  | —  | 41  | 14  |  |  |
| Ван                     | 2012/13. | Трећа лига Француске | 33  | 8   | 2  | 1 | — | — | —  | —  | 35  | 9   |  |  |
| Ван                     | Укупно   | Укупно               | 92  | 22  | 6  | 4 | 4 | 0 | —  | —  | 102 | 26  |  |  |
|                         |          |                      |     |     |    |   |   |   |    |    |     |     |  |  |
| Верија                  | 2013/14. | Суперлига Грчке      | 33  | 15  | 1  | 0 | — | — | —  | —  | 34  | 15  |  |  |
| Верија                  | 2014/15. | Суперлига Грчке      | 28  | 10  | 2  | 0 | — | — | —  | —  | 30  | 10  |  |  |
| Верија                  | Укупно   | Укупно               | 61  | 25  | 3  | 0 | — | — | —  | —  | 64  | 25  |  |  |
|                         |          |                      |     |     |    |   |   |   |    |    |     |     |  |  |
| Олимпијакос             | 2015/16. | Суперлига Грчке      | 0   | 0   | —  | — | — | — | —  | —  | 0   | 0   |  |  |
|                         |          |                      |     |     |    |   |   |   |    |    |     |     |  |  |
| Левадијакос (позајмица) | 2015/16. | Суперлига Грчке      | 12  | 2   | 2  | 0 | — | — | —  | —  | 14  | 2   |  |  |
|                         |          |                      |     |     |    |   |   |   |    |    |     |     |  |  |
| Паниониос (позајмица)   | 2016/17. | Суперлига Грчке      | 34  | 9   | 2  | 0 | — | — | —  | —  | 36  | 9   |  |  |
|                         |          |                      |     |     |    |   |   |   |    |    |     |     |  |  |
| Олимпијакос             | 2017/18. | Суперлига Грчке      | 2   | 0   | 2  | 0 | — | — | 6  | 2  | 10  | 2   |  |  |
| Олимпијакос             | Укупно   | Укупно               | 2   | 0   | 2  | 0 | — | — | 6  | 2  | 10  | 2   |  |  |
|                         |          |                      |     |     |    |   |   |   |    |    |     |     |  |  |
| Црвена звезда           | 2017/18. | Суперлига Србије     | 14  | 8   | —  | — | — | — | 2  | 0  | 16  | 8   |  |  |
| Црвена звезда           | 2018/19. | Суперлига Србије     | 24  | 17  | 4  | 1 | — | — | 14 | 7  | 42  | 25  |  |  |
| Црвена звезда           | 2019/20. | Суперлига Србије     | 21  | 13  | 2  | 1 | — | — | 6  | 0  | 29  | 14  |  |  |
| Црвена звезда           | 2020/21. | Суперлига Србије     | 29  | 12  | 2  | 0 | — | — | 11 | 6  | 42  | 18  |  |  |
| Црвена звезда           | 2021/22. | Суперлига Србије     | 33  | 13  | 5  | 3 | — | — | 14 | 2  | 52  | 18  |  |  |
| Црвена звезда           | 2022/23. | Суперлига Србије     | 11  | 2   | 0  | 0 | — | — | 4  | 0  | 15  | 2   |  |  |
| Црвена звезда           | Укупно   | Укупно               | 132 | 65  | 13 | 5 | — | — | 51 | 15 | 196 | 85  |  |  |
|                         |          |                      |     |     |    |   |   |   |    |    |     |     |  |  |
| АПОЕЛ                   | 2022/23. | Прва лига Кипра      | 12  | 2   | 1  | 0 | — | — | —  | —  | 12  | 2   |  |  |
|                         |          |                      |     |     |    |   |   |   |    |    |     |     |  |  |
| Каријера                | Каријера | Каријера             | 419 | 143 | 30 | 9 | 5 | 1 | 57 | 17 | 511 | 170 |  |  |
|                         |          |                      |     |     |    |   |   |   |    |    |     |     |  |  |

### Репрезентативна
Ажурирано 24. октобра 2022.
| Комори | Комори   | Комори |
| Година | Утакмице | Голови |
| ------ | -------- | ------ |
| 2014.  | 3        | 0      |
| 2015.  | 0        | 0      |
| 2016.  | 6        | 3      |
| 2017.  | 3        | 1      |
| 2018.  | 4        | 4      |
| 2019.  | 5        | 1      |
| 2020.  | 3        | 1      |
| 2021.  | 4        | 5      |
| 2022.  | 9        | 2      |
| Укупно | 37       | 17     |

## Трофеји
Црвена звезда
- Суперлига Србије (6): 2017/18, 2018/19, 2019/20, 2020/21, 2021/22, 2022/23.[40]
- Куп Србије (2): 2020/21, 2021/22.